# Ibn Zaydun
Ibn Zaydun (Abū al-Walīd Aḥmad Ibn Zaydūni al-Makhzūmī; in arabo : أبو الوليد أحمد بن زيدوني المخزومي) (Cordova, 1003 – Siviglia, 1070) è stato un poeta arabo.

## Biografia
Ibn Zaydun nacque nel 1003 a Cordova, in Andalusia, durante il regno di Al - Muzaffar b. Al - Mansur b. Abi Amir (... - 20 ottobre 1008), da un'importante famiglia di Cordova, direttamente discendente della tribù Quraysh del clan Banu Mazkhum.
Ha vissuto durante il periodo più controverso della storia dell'Andalusia, visto che proprio nel XI secolo la sua città natale, Cordova, venne toccata da grandi sconvolgimenti politici.
Nonostante la prematura morte del padre, giurista e notabile al servizio dei califfi omayyadi che venne a mancare quando Ibn Zaydun aveva solo 11 anni, la sua educazione fu garantita dal nonno materno, che fu un giudice e un ispettore del mercato a Cordova: Ibn Zaydun, infatti, poté comunque studiare storia, filosofia, letteratura e le lingue.
Ha sempre ricoperto importanti ruoli politici, soprattutto come ambasciatore presso i regni andalusi confinanti al regno di Cordova: questa sua crescita politica e sociale venne bloccata nel 1041 quando, a causa di un complotto orchestrato da Wallada bint al-Mustakfi (in arabo ولادة بنت المستكفي, fra 994 e 1010 - 26 marzo 1091), poetessa e figlia del califfo di Cordova Muhammad III ibn Abd al-Rahman (in arabo محمد بن عبدالرحمن بن عبد الله; 976 – Uclés, 1025), fu accusato di avere confiscato illegalmente una proprietà di un altro uomo, motivo per cui restò in carcere per 500 giorni.
Riuscito a fuggire dal carcere, trovò rifugio prima presso alcuni governatori di Cordova per poi, successivamente, rifugiarsi presso il governatore di Siviglia Muhammad Al-Mu’tamid (Beja, 1039 - Aghmat, 1095).
Dopo essere ritornato a Cordova in circostanze poco chiare, ricominciò a lavorare come ambasciatore presso le corti andaluse.
Nonostante avesse riacquisito i poteri che aveva prima della sua prigionia, però, decise di abbandonare la corte di Cordova: nel 1049, infatti, si spostò a Valencia, dove lavorò come visir ed ambasciatore per circa 20 anni.
Morì a Siviglia nel 1070.

## Pensiero
Con la sua poesia dai tratti neoclassicheggianti, Ibn Zaydun ha raggiunto il massimo livello per quanto riguarda la padronanza retorica, la forza della passione e la grandezza dello stile che caratterizzava in quel momento la letteratura araba.
Angoscia e nostalgia rappresentano due stati d'animo che l'autore riprende molto nelle sue poesie, anche perché spese la maggior parte della sua vita in esilio dalla sua città, lontano dai luoghi dove aveva vissuto in gioventù.
Grande inquietudine e sofferenza si possono notare anche nei suoi poemi d’amore che scrisse dedicati a Wallada, la principessa omayyade che lui ha amato: i due si erano incontrati nel salotto letterario della principessa, con cui il poeta ha avuto una relazione sentimentale per diverso tempo; questo loro legame, secondo alcuni riferimenti e documenti, è terminato per volontà della stessa Wallada, che durante la sua relazione con Ibn Zaydun aveva iniziato un'altra relazione parallela con il visir Abu Amir Ibn Abdus, il più acceso rivale di Ibn Zaydun all'interno della corte.
Il suo tempestoso rapporto con Wallada, una delle personalità più importanti nella società di Cordova, dagli studiosi moderni molto romanzata, è un classico racconto di passione e separazione che vive all’interno dell’immaginario islamico.
Influenzato da diverse culture e tradizioni poetiche, l'immaginazione che caratterizzava gli scritti del Ibn Zaydun derivava molto dai paesaggi naturali intorno a lui, mentre dava minore importanza all'interpretazione del pensiero umano.
Questo suo legame con i paesaggi naturali è presente in moltissime sue poesie, come per esempio nella poesia intitolata “Lunga Notte”:
«
Oh notte! Ti sento breve
solo nell’unione
Se la notte con me passasse la mia luna
non passerei la notte a guardare la tua luna
Oh! Notte raccontale che mi delizia
al ricordo che tu di lei mi fai.
Per Dio! dimmi la promessa ha mantenuto?
E disse NO! Ti ha ingannato.»
Per quanto riguarda la prosa, invece, Ibn Zaydun riflette la sua erudizione e la sua grande conoscenza, oltre che la sua vivacità e la volontà di partecipare in maniera importante alla vita politica: i suoi più lunghi poemi, infatti, sono dedicati a Ibn Jahwar e a suo figlio Abu’l - Walid, due personalità che potevano garantirgli di mantenere status e potere.
Diversamente dalle poesie, le opere in prosa arrivate fino a noi di Ibn Zaydun sono probabilmente solo una piccola parte della sua produzione originale.
In generale, nel corpus letterario di Ibn Zaydun l'amore, il sesso, l'esilio e il desiderio si intrecciano in un'affascinante narrazione di intrighi e lotte per il potere.

## Opere principali
In “Nuniyya”, l'opera più famosa di Ibn Zaydun, il poeta esplora i contorni esterni della sua storia d’amore con Wallada, oltre a ricordare con nostalgia i giorni perduti del loro amore; l'autore affronta anche altre tematiche importanti del suo tempo, come la celebrazione di una relazione amorosa, la devozione del perfezionamento verbale dello stile, l'accentuata invocazione all’immagine di una bella donna e la sfida al rivale amoroso.
Un'altra opera importante è "Qafiyya", un poema in cui l’autore descrive un giardino che si trovava nella periferia di Al - Zahra, fuori Cordova.